# 第七天国 (1927年の映画)
『第七天国』（だいななてんごく/だいしちてんごく、7th Heaven）は、1927年のアメリカ合衆国の恋愛映画。
1922年にニューヨークで初演されたオースティン・ストロングの戯曲『Seventh Heaven』を原作とし、フランク・ボーゼイギが監督、ジャネット・ゲイナーとチャールズ・ファレルが主演した。ゲイナーとファレルにとっては初の共演である。
1937年にヘンリー・キング監督、シモーヌ・シモンとジェームズ・ステュアートの主演で再映画化されている。
1995年、アメリカ国立フィルム登録簿に登録されている。

## ストーリー
チコの人生の目的は下水道掃除者から道路清掃者になることだった。自宅の屋根裏部屋、第七天国に虐げられた娘・ディアーヌを匿って置いた。第一次世界大戦が勃発して、チコは徴集されて軍地へ出征していく。

## キャスト
- ディアーヌ: ジャネット・ゲイナー
- チコ: チャールズ・ファレル（英語版）
- ブリサック大佐: ベン・バード（英語版）

## 映画賞受賞・ノミネーション
- 受賞
  - アカデミー監督賞：フランク・ボーゼイギ
  - アカデミー主演女優賞：ジャネット・ゲイナー（『サンライズ』『街の天使』と併せた三作の演技に対する授賞）
  - アカデミー脚色賞：ベンジャミン・グレイザー
  - 1927（昭和2）年度キネマ旬報ベストテン1位
- ノミネーション
  - アカデミー作品賞
  - アカデミー美術賞：ハリー・オリヴァー（英語版）